# Verdi (film, 1953)
Pour les articles homonymes, voir Verdi (homonymie).
Pour plus de détails, voir Fiche technique et Distribution.
Verdi (Giuseppe Verdi) est un film italien réalisé par Raffaello Matarazzo et sorti en 1953.
Ce film du genre melodramma strappalacrime est une biographie romancée du compositeur Giuseppe Verdi (1813-1901) interprété par l'acteur français Pierre Cressoy. Le film met également en scène les personnages d'Alexandre Dumas (fils) et de Victor Hugo.

## Synopsis
Nous sommes en 1901 et Giuseppe Verdi, désormais âgé, est proche de la mort. Mais avant de mourir, il retrace sa vie, remontant dans son esprit jusqu'à la lointaine année 1838.
Giuseppe est à Milan, la ville renommée pour accueillir la plupart des compositeurs les plus célèbres d'Italie, et tente de réussir l'examen d'entrée au conservatoire pour gagner sa vie avec sa famille. Rejeté, Giuseppe n'abandonne pas et connaît peu après un certain succès avec son premier opéra : Oberto, conte di San Bonifacio (1839). En avançant dans le temps, Giuseppe Verdi, après avoir surmonté une mauvaise période d'abord due à la mort prématurée de ses deux enfants bien-aimés et ensuite de sa femme chérie Margherita Barezzi, connaît la gloire en rencontrant la soprano Giuseppina Strepponi qui l'a sauvé de la dépression. Elle lui ouvre la voie à un grand succès et devient finalement sa deuxième femme ; La notoriété du compositeur augmente encore avec la composition de Nabucco en 1842, puis il atteint la consécration définitive grâce au triptyque composé de Rigoletto (1851), Il trovatore (1853) et La traviata (1853), qui est suivi de nombreux autres opéras restés dans l'histoire comme Aïda (1871) et Otello (1887).

## Fiche technique

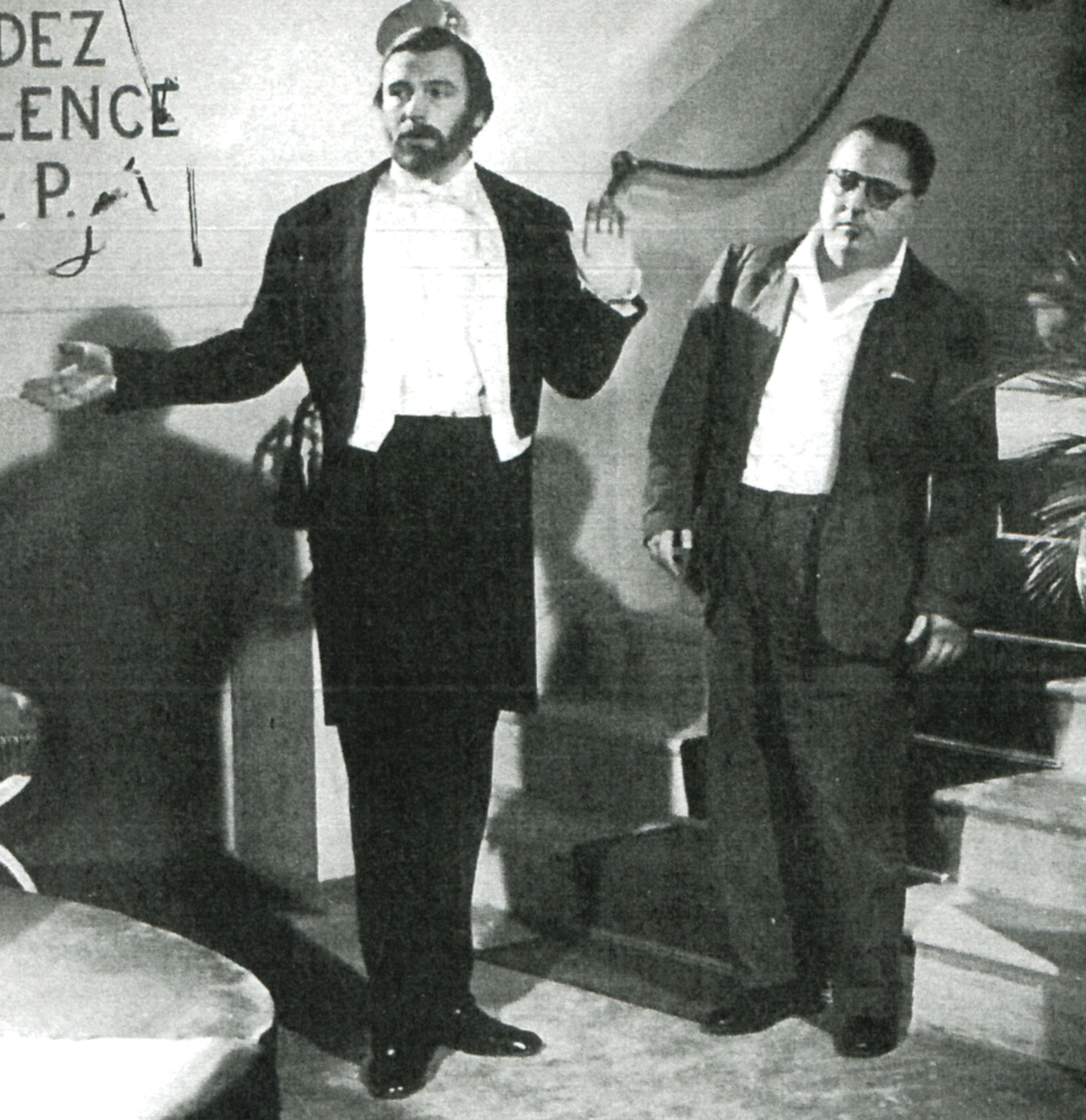
L'acteur Pierre Cressoy avec le réalisateur Raffaello Matarazzo.

- Titre original italien : Giuseppe Verdi[1]
- Titre français : Verdi[2]
- Réalisateur : Raffaello Matarazzo
- Scénario : Maleno Malenotti (it), Leo Benvenuti, Liana Ferri, Raffaello Matarazzo, Mario Monicelli, Piero Pierotti, Giovanna Soria
- Photographie : Tino Santoni (it)
- Montage : Mario Serandrei
- Musique : Giuseppe Verdi, orchestre de Giuseppe Morelli (extraits d'opéras), Renzo Rossellini (originaux)
- Décors : Alberto Boccianti (it)
- Costumes : Dina Di Bari
- Maquillage : Anacleto Giustini
- Production : Maleno Malenotti (it)
- Sociétés de production : Consorzio Verdi, G.E.S.I., PAT Film
- Pays de production :  Italie
- Langue originale : italien
- Format : Couleur par Ferraniacolor - 1,37:1 - Son mono - 35 mm
- Durée : 121 minutes
- Genre : Melodramma strappalacrime, Biographie musicale
- Dates de sortie :
  - Italie : 22 décembre 1953
  - France : 14 septembre 1955

## Distribution
- Pierre Cressoy : Giuseppe Verdi
- Anna Maria Ferrero : Margherita Barezzi.
- Gaby André : Giuseppina Strepponi.
- Laura Gore : Berberina Strepponi
- Camillo Pilotto : Antonio Barezzi
- Emilio Cigoli : Gaetano Donizetti
- Loris Gizzi : Gioacchino Rossini
- Mario Del Monaco : Francesco Tamagno
- Tito Gobbi : Giorgio Ronconi
- Aldo Bufi Landi : Alexandre Dumas (fils)
- Guido Celano : Victor Hugo
- Irene Genna : Violetta
- Franca Dominici : la femme de Rossini
- Mario Ferrari : officier autrichien
- Enrico Glori : directeur de théâtre
- Turi Pandolfini : employé de prêteur sur gages
- Sandro Ruffini : impresario de Giuseppina Strepponi
- Gianni Agus
- Olga Vittoria Gentili
- Liana Del Balzo
- Lola Braccini
- Anna Vivaldi
- Teresa Franchini
- Lucia Banti

## Accueil
Le film a été un succès commercial avec 7,5 millions d'entrées. Il se place à la 3e place du box-office Italie 1953.